# کمینه‌سازی ریسک تجربی
در نظریه یادگیری آماری، اصل به کمینه‌سازی ریسک تجربی (به انگلیسی: empirical risk minimization) یا کمینه‌سازی احتمال خطر عملی خانواده‌ای از الگوریتم‌های یادگیری را بر اساس ارزیابی عملکرد بر روی یک مجموعه داده مشخص و ثابت تعریف می‌کند. ایده اصلی مبتنی بر کاربرد قانون اعداد بزرگ است؛ ما نمی‌توانیم دقیقاً بدانیم که یک الگوریتم پیش‌بینی در عمل چقدر خوب کار می‌کند (یعنی "ریسک واقعی") زیرا از توزیع واقعی داده‌ها اطلاعی نداریم، اما در عوض می‌توانیم عملکرد الگوریتم را بر روی یک مجموعه شناخته شده از داده‌های آموزشی برآوردکرده و بهینه کنیم. عملکرد روی مجموعه شناخته شده داده‌های آموزشی به عنوان "ریسک تجربی" نامیده می‌شود.